# Kazimierz Lipiński (generał)

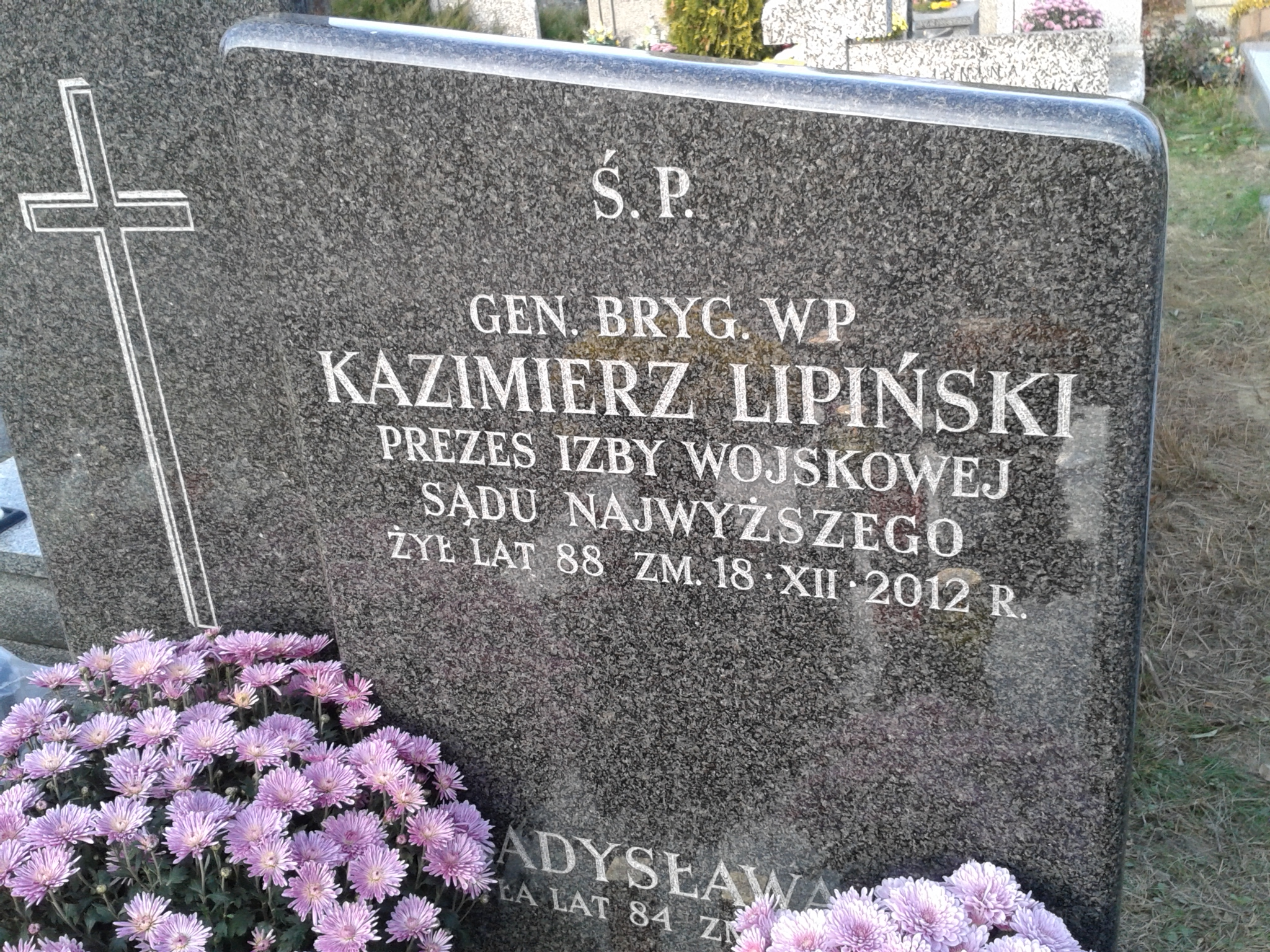
Grób gen. Kazimierza Lipińskiego na komunalnym cmentarzu Północnym

Kazimierz Lipiński (ur. 21 maja 1924, zm. 18 grudnia 2012) – generał brygady Wojska Polskiego, prokurator wojskowy i sędzia Sądu Najwyższego.

## Życiorys
W Wojsku Polskim służył od sierpnia 1944. Został wcielony do 4 Zapasowego Pułku Piechoty. Uczestniczył m.in. w szlaku wojennym od Nysy do Drezna (był ranny w kwietniu 1945). 2 lutego 1945 ukończył 2 Frontową Oficerską Szkołę Piechoty w Lublinie, promowany na chorążego. 1945–1946 dowódca plutonu w 34 pułku piechoty w Sanoku, później oficer śledczo-dochodzeniowy w prokuraturze 8 Dywizji Zmechanizowanej. Absolwent Oficerskiej Szkoły Prawniczej w Jeleniej Górze (1950) i studiów prawniczych na Wydziale Prawa Uniwersytetu Warszawskiego (1958). 1949–1951 prokurator Marynarki Wojennej w Szczecińskim Obszarze Nadmorskim w Świnoujściu, a 1951–1955 w Gdyni. Od 1955 zastępca prokuratora Warszawskiego Okręgu Wojskowego. W 1962 został szefem Prokuratury Śląskiego Okręgu Wojskowego we Wrocławiu. W 1968 roku został zastępcą naczelnego prokuratora wojskowego. Od 25 marca 1972 był naczelnym prokuratorem wojskowym-zastępcą prokuratora generalnego PRL.
Jesienią 1974 mianowany generałem brygady. Od 7 kwietnia 1975 do 29 czerwca 1990 był prezesem Izby Wojskowej Sądu Najwyższego. W 1977 ukończył Wieczorowy Uniwersytet Marksizmu-Leninizmu dla kierowniczej kadry Instytucji Centralnych MON i akademii wojskowych. W latach 1982–1985 był członkiem Trybunału Stanu. 23 listopada 1990 roku zakończył zawodową służbę wojskową.

## Ordery i odznaczenia
- Order Sztandaru Pracy I klasy
- Order Sztandaru Pracy II klasy
- Krzyż Oficerski Orderu Odrodzenia Polski
- Krzyż Kawalerski Orderu Odrodzenia Polski
- Order Krzyża Grunwaldu III klasy (1973)[4]
- Krzyż Walecznych
- Medal im. Ludwika Waryńskiego (1988)[5]
- Medal 10-lecia Polski Ludowej (1955)
- Medal 30-lecia Polski Ludowej (1974)
- Medal 40-lecia Polski Ludowej (1984)
- Medal Zwycięstwa i Wolności 1945
- Złoty Medal „Siły Zbrojne w Służbie Ojczyzny”
- Srebrny Medal „Siły Zbrojne w Służbie Ojczyzny”
- Brązowy Medal „Siły Zbrojne w Służbie Ojczyzny”
- Złoty Medal „Za zasługi dla obronności kraju”
- Srebrny Medal „Za zasługi dla obronności kraju”
- Brązowy Medal „Za zasługi dla obronności kraju”
- Złota Odznaka "Zasłużonego Działacza Zrzeszenia Prawników Polskich (1973)[6]
- Medal "Za długoletnią, ofiarną służbę" (nadany przez ministra obrony narodowej, 1990)
- Medal pamiątkowy "Za zasługi dla Warszawskiego Okręgu Wojskowego" (1974)[7]